# Delias argentata
Delias argentata är en fjärilsart som beskrevs av Walter Karl Johann Roepke 1955. Delias argentata ingår i släktet Delias och familjen vitfjärilar. Inga underarter finns listade i Catalogue of Life.